# 四碘化碲
四碘化碲（化学式：TeI4）是一种无机化合物，具有和TeCl4和TeBr4的四聚体固体形式不同的四聚体结构。在TeI4中，Te原子的配位结构为八面体，八面体的顶点被共用。
TeI4可以由单质制备，或者通过碲和碘甲烷的反应得到。在气态TeI4中会发生解离：
TeI4 → TeI2 + I2
TeI4熔化时是一个导体，这是由于解离出的TeI3+和I−。有配位能力的溶剂，如乙腈，在溶解该物质时，溶液具有导电能力：
TeI4 + 2 CH3CN → (CH3CN)2TeI3+ + I−